# Манганиты
Мангани́т, мангани́ты — вещества на основе марганца, представители класса окислов переходных металлов. Наибольший интерес представляют соединения типа {\displaystyle La_{1-x}A_{x}MnO_{3}}, где A — двухвалентный элемент (Ca, Ba, Sr, …). Концентрация x элемента A может меняться в широких пределах {\displaystyle o\leq x\leq 1}, при этом физические свойства манганитов резко меняются. Система переходит через цепочку фазовых переходов с разнообразными типами упорядочения: магнитного, структурного, электронного.
Манганиты исследуются уже более 50 лет и представляют большой интерес из-за открытия сравнительно недавно (1994 г.) колоссального магнетосопротивления. Этот эффект может служить основой технических приложений, он наблюдается в интервале концентраций x, где существует ферромагнитная металлическая фаза и состоит в том что электрическое сопротивление {\displaystyle \rho } уменьшается при приложении магнитного поля. Величина эффекта {\displaystyle \delta \rho /\rho } в полях порядка 1 Тл может достигать десятков процентов. Максимальный эффект возникает в окрестности температуры Кюри.
Например, соединение {\displaystyle LaMnO_{3}} является антиферромагнитным диэлектриком с магнитной структурой типа A, при замещении лантана кальцием система становится ферромагнитным металлом, а при {\displaystyle x>0,5} — снова антиферромагнитным диэлектриком с магнитной структурой типа G в конечном состоянии {\displaystyle CaMnO_{3}} и типа C в промежуточной области концентраций. При повышении температуры ферромагнитная фаза меняется парамагнитной с резким падением проводимости. Поведение электросопротивления от температуры сильно зависит от концентрации допированного элемента (от степени легирования исходного соединения двухвалентным элементом). Появление металлического состояния при переходе через точку Кюри и сильное магнитосопротивление — явления, тесно связанные друг с другом, являются типичным свойством манганитов.
Появление металлической ферромагнитной фазы в манганитах было объяснено ещё в 1951 г. Зинером на основе предположения о сильном внутриатомном обмене между локализованным спином и делокализованным электроном. Благодаря этой связи спин электрона выстраивается параллельно спину иона. И электрон, таким образом, способен передвигаться от узла к узлу решётки, понижая полную энергию системы. В этом случае ферромагнитное состояние возникает не из-за обменного взаимодействия ионов, а из-за кинетического эффекта. Этот механизм назвали двойным обменом:
Mn → O → Mn (двойной переход электрона через промежуточный ион кислорода).
Благодаря этому эффекту манганиты можно включить в так называемый класс сильно коррелированных электронных систем.

## Применение
Применение манганитов как веществ с колоссальным магнитосопротивлением может быть в новой развивающейся ветви электроники — спинтронике.